# Porto Torres
Porto Torres (sasarsko Posthudorra; sardinsko Portu Turre) je občina (comune) in mesto pokrajini Sassari na severozahodu Sardinije v Italiji. Ustanovljena v 1. stoletju pred našim štetjem kot Colonia Iulia Turris Libisonis, je bila prva rimska kolonija na celotnem otoku. Leži na obali približno 25 kilometrov vzhodno od rta Falcone in v središču zaliva Asinara. Pristanišče Porto Torres je drugo največje pristanišče na otoku, sledi mu pristanišče Olbia. Mesto je zelo blizu glavnega mesta Sassari, kjer je lokalna univerza.

## Toponimija
Zgodovinsko gledano je bilo naselje ustanovljeno z latinskim imenom Colonia Iulia Turris Libisonis, sestavljenim iz Colonia (ime rimskih naselbin) Iulia (ime gens Julia) Turris ('stolp', verjetno se nanaša na nuragi, zgrajen ne tako daleč od mesta ali do Monte d'Accoddi) in Libisonis (ki se nanaša na Libijo, verjetno zato, ker je bila na istem območju feničanska trgovska postojanka. 'Libija' je starodavno ime celotne severne obale Afrike. Po padcu Zahodnega rimskega cesarstva je bilo mesto znano preprosto kot "Turris. V srednjem veku med judikatom Logudoro je bilo ime popačeno z Torres in potem, v aragonskem obdobju, je bilo mesto znano preprosto s katalonskim imenom Lo Port (pristanišče). Med savojsko vladavino je bilo znano pod imenom Portotorre.
Do leta 1960 je bilo mesto splošno znano kot Portotorres, šele po uradnem priznanju statusa mesta pa se je ime uradno spremenilo v Porto Torres.

## Zgodovina

### Prazgodovinsko in nuragsko obdobje
V frazione Fiume Santo je bilo leta 1994 najdenih veliko živalskih fosilov, domnevno datiranih v miocen. Na istem območju so našli približno 8/9 milijonov let stare ostanke Oreopithecus bambolii. Odkrivanje se je začelo mimogrede po zaslugi nekaterih ljubiteljskih paleontologov, ki so po nekaj vzdrževalnih delih v bližnji termoelektrarni opazili prisotnost nekaterih fosilov v ostankih izkopanin. Na območju je bilo individualiziranih 15 vrst vretenčarjev, kot so žirafe, krokodili, želve, suidae in Mustelidae. Večina teh živali, kot je Umbrotherium azzarolii, je bila rastlinojedih, nekatere druge, kot je Indarctos anthracitis, pa so bile vsejede.
Prisotnost starodavnih ljudi na občinskem ozemlju Porto Torres je potrjena zaradi številnih nekropol na tem območju. Oltar Monte d'Accoddi (zelo blizu mesta, vendar v občini Sassari) priča o človeški prisotnosti na tem območju v tem obdobju.
Najdbe iz te starosti so bile najdene v nekropoli Su Crucifissu Mannu. V tej nekropoli so našli dve lobanji s prisotnostjo neke vrste kirurškega posega, ki se je verjetno izvajal za zdravljenje težav, kot so migrene in tumorji. Druga teorija pravi, da se je ta kirurški poseg izvajal v verske in/ali magične namene. Številni nuragi pripadajo tej starosti in danes je samo 7 teh struktur v dobrem stanju. Domus de Janas iz Andreoluja je tudi priča prisotnosti nuraške civilizacije.

### Rimsko obdobje (46 pr. n. št. – 455 n. št.)
V starih časih je bil Turris Libisonis eno najpomembnejših mest na Sardiniji. Verjetno je bilo čisto rimskega izvora, ustanovil ga je očitno Julij Cezar, saj je nosilo naslov Colonia Julia. Plinij Starejši ga je opisal kot kolonijo, edino na otoku v njegovem času, kar kaže na to, da na tem mestu prej ni bilo mesta, ampak le utrdba ali castellum. Opazil ga je tudi Ptolemaj in zapisal v Itinerarijih, vendar brez kakršnega koli znaka, da je šlo za pomembno mesto. Starodavni ostanki, ki še obstajajo, dokazujejo, da je moralo biti pod Rimskim cesarstvom precejšnje mesto. Glede na napise na starodavnih mejnikih je glavna cesta skozi otok vodila neposredno od Caralisa (Cagliari) do Turrisa, kar je zadosten dokaz, da je bil slednji zelo obiskan kraj. Dejansko sta dve cesti, ki sta se ločili pri Othoci (sodobna Santa Giusta), povezovali Caralis s Turrisom, pri čemer je bila pomembnejša cesta v notranjosti, druga pa je sledila zahodni obali. V zgodnjem srednjem veku je bil tudi škofovski sedež. Obstajajo tudi ostanki templja (ki je bil, kot izvemo iz napisa, posvečen Fortuni in obnovljen v času vladavine Filipa Arabca med letoma 247 in 249), term, bazilike in akvadukta ter most čez reko, ki se še vedno imenuje Fiume Turritano.

### Po zatonu Zahodnega rimskega cesarstva do danes
Starodavno mesto je bilo še naprej naseljeno do 11. stoletja, ko se je večina prebivalstva preselila v Sassari, približno 15 kilometrov v notranjosti in na hribu. Deloma je bil pod genovsko oblastjo do začetka 15. stoletja, ko so ga osvojili Aragonci. Po obdobju španske vladavine je postal del Kraljevine Sardinije.
Torres je bil ločen od občine Sassari leta 1842. Takrat se je območje, ki je bilo zgrajeno okoli bazilike sv. Gavina, pridružilo skupnosti ribičev v bližini pristanišča in oblikovalo nov Porto Torres. 10. maja 1942 je mesto obiskal Benito Mussolini. Na cvetno nedeljo, 18. aprila 1943, so mesto bombardirali zavezniki.

## Geografija
Porto Torres je na severozahodni obali Sardinije.
Območje občine obsega skoraj 10.200 ha in je razdeljeno na dva skoraj enaka dela. En del vključuje mesto, industrijsko območje in rimske ruševine; drugo sestavljata dva otoka, Asinara in manjši Isola Piana. Od leta 1997 je ta del občine narodni park Asinara.
Morfologija mestnega dela je ravna; za območje Porto Torresa in preostalo severozahodno Sardinijo je značilna nižina Nurra z nekaterimi gričevnatimi formacijami sredi nje. Del te hribovske formacije je v občini Porto Torres, najvišja vzpetina je Monte Alvaro, ki se dviga do višine 342 m nad morsko gladino.
Ozemlje občine prečkata dve reki, Rio Mannu in Fiume Santo. Prva teče ob robu Porto Torresa proti zahodu, druga pa v bližini mesta in je bila uporabljena kot plovna reka že v času starega Rima.

## Gospodarstvo
Od leta 2008 je turizem postal zelo pomembna dejavnost za gospodarstvo mesta. Mesto ima več znamenitosti, tako naravnih kot kulturnih. Glavna atrakcija je narodni park Asinara. Aragonski pristaniški stolp velja za simbol mesta in je zaradi tega ena glavnih turističnih znamenitosti. Druge glavne znamenitosti so rimski most Riu Mannu in bazilika svetega Gavina. Zaradi upada industrijskega sektorja je turistični sektor začel postajati vodilni sektor lokalnega gospodarstva (kljub lokalni industrijski coni ta pomen za mesto ostaja velik).
Kemična industrija podpira sodobno gospodarstvo Porto Torresa. Fiume Santo, 1040 MW elektrarna v lasti E.ON, je 5 do 10 kilometrov zahodno od mesta, v občini Sassari.
Načrti v zvezi z industrijsko pretvorbo potekajo v Porto Torresu, kjer sedem raziskovalnih centrov razvija preobrazbo iz tradicionalne industrije, povezane s fosilnimi gorivi, v integrirano proizvodno verigo od rastlinskega olja z uporabo oljnih semen do bioplastike.
Na ozemlju se izvajajo tudi ribiške in kmetijske dejavnosti.

## Znamenitosti
Bazilika sv. Gavina, sv. prota in sv. Gianuarija (1080), največja romanska cerkev na Sardiniji, zgrajena samo iz trdih kamnov, kot so marmor, porfir in granit, je bila zgrajena med letoma 1065 in 1080 nad hribom 'Monte Angellu' v eni od zgodovinskih sosesk mesta. Bazilika je bila postavljena v spomin na sv. Gavina, sv. Prota in sv. Gianuarija, ki so bili obglavljeni leta 303 pred našim štetjem pod vladavino cesarjev Dioklecijana in Maksimijana. Namesto običajne zahodne fasade in vzhodne apside ima stolnica dve apsidi. V kripti je več rimskih sarkofagov. Do leta 1441 je bila glavna stolnica rimskokatoliške nadškofije Sassari.
Antiquarium Turritano je arheološki muzej v Porto Torresu. Muzej je bil slovesno odprt leta 1984, od leta 2014 pa ga upravlja italijansko ministrstvo za kulturo. Razstava je razdeljena na dva dela: eden je posvečen kiparskemu in podvodnemu gradivu, drugi pa materialom iz nekropol, odkritih v urbanem prostoru. Prvi del vključuje terme, predmete iz marmorja, ki jih je v poznem 19. in začetku 20. stoletja sestavil Emilio Paglietti.
Svetilnik Punta Scorno (1854), ki stoji v Asinari, je starodaven polno delujoč svetilnik, eden najstarejših svetilnikov na Sardiniji.
Kraljeva palača Cala reale, poletna rezidenca Savojcev med njihovim bivanjem v Asinari.
Kompleks kaznilnice Asinara (1885) znan kot italijanski Alcatraz, je postal znan v Italiji po uporu, ki se je zgodil 2. oktobra 1973. V zaporu Asinara so pridržali najnevarnejše kriminalce sicilijanske mafije, Camorre, Anonima sarda in Rdečih brigad. V več kot sto letih delovanja je bil edini zapornik, ki je uspešno pobegnil iz otoške kaznilnice, italijanski kriminalec Matteo Boe. Med prvo in drugo svetovno vojno je bil uporabljen kot izgnanska kolonija za tisoče ujetnikov in političnih zapornikov. Kompleks zapora je sestavljen iz več delov, ki so po vsem otoku.
Tu so nuragi: Nuraghe Biunisi, Nuraghe Monte Elva, Nuraghe Margone, Nuraghe Nieddu. 
Arheološki park "Turris Libisonis", nekropola Su Crucifissu Mannu, Domus de Janas Campu Perdu, ...
- Die Bazilika San Gavino
- Torre del Porto
- Torre di Abbacurrente
- Rimski most (Ponte romano)
- Nekropola Su Crucifissu Mannu
- Monte d’Accoddi